# Tricliceras laceratum
Tricliceras laceratum là một loài thực vật có hoa trong họ Lạc tiên. Loài này được Oberm. miêu tả khoa học đầu tiên.